# فرودگاه منطقه‌ای شهرستان اوکونی
فرودگاه منطقه‌ای اوکونی کانتی (به انگلیسی: Oconee County Regional Airport) یک فرودگاه همگانی بهره‌برداری هوایی با کد یاتا CEU است که یک باند فرود آسفالت دارد و طول باند آن ۱۵۲۴ متر است. این فرودگاه در کشور ایالات متحده آمریکا قرار دارد و در ارتفاع ۲۷۲ متری از سطح دریا واقع شده‌است.